# SNX8

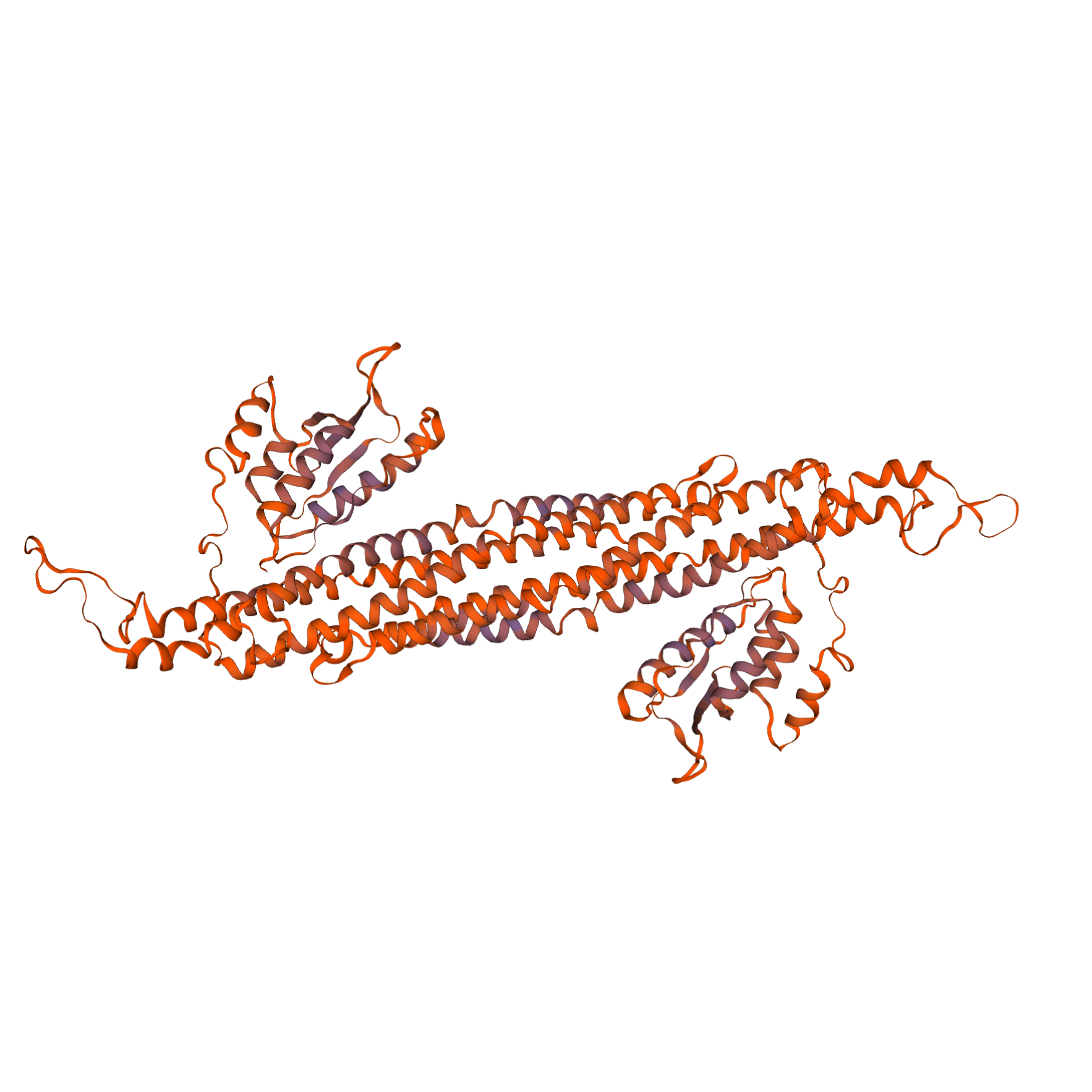
Estrutura terciária do SNX9 que dá uma ideia da estrutura terciária do SNX8, uma vez que a estrutura primária compartilha 20% de identidade de sequência e 0,3 de similaridade de sequência com a estrutura primária SNX8.

O SNX8 é uma proteína nexina de classificação envolvida no tráfego molecular intracelular dos primeiros endossomos para o TGN. Sugere-se que atue como proteína adaptadora em eventos relacionados à resposta imune e regulação do colesterol, por exemplo. Como uma proteína da família SNXs, a SNX8 é formada por 465 aminoácidos e apresenta um domínio BAR e um domínio PX que são muito relevantes em relação às suas funções. Além disso, o estudo SNX8 é motivado por sua importância médica em relação a enfermidades como a doença de Alzheimer, câncer, malformações do neurodesenvolvimento e por seu papel no combate às infecções virais.

## Estrutura

### Classificação de Nexins (SNXs)
SNX8 pertence à família das proteínas de classificação nexina, que contém principalmente duas ligações de membrana funcionais que permitem que os SNXs tenham importâncias diferentes na classificação endossômica e no tráfego de proteínas graças à sua capacidade de curvatura da membrana. Para iniciar, SNX-PX é um domínio distinto de ligação a fosfoinositídeo (PI). A interação preferencial deste domínio com os lipídios da membrana faz com que a função principal do SNX-PX seja o direcionamento das proteínas ao fosfatidilinositol-3-fosfato (PI (3) P) aos endossomos. Por outro lado, o domínio BAR (Bin / anfifisina / Rvs) é um regulador chave da classificação endossômica tubular mediada por fosfoinositídeo. Consequentemente, este domínio também se dimeriza para detectar, estabilizar e induzir a curvatura da membrana. As proteínas SNX-BAR que contêm ambos os domínios são uma parte dos microdomínios tubulares de alta curvatura enriquecidos com fosfoinositídeo da rede endo-lisossomal.
o   genoma de mamífero contém 12 genes que codificam para as proteínas SNX-BAR (SNX1, SNX2, SNX4, SNX9, SNX18, SNX32 e SNX33). Outros domínios, como PDZ (proteína de densidade pós-sináptica-95, discos grandes, zona ocludente-1), SH3 (homologia Src 3) e RA (associado a Ras), estão envolvidos nas interações proteína-proteína.

### SNX8
A proteína SNX8, embora seja muito semelhante às demais nexinas de classificação, apresenta uma estrutura de domínio que mais se assemelha a SNX1 e SNX9; por esse motivo, embora sua estrutura terciária permaneça desconhecida, teoricamente se assemelharia à do SNX9 mostrada no modelo acima. No geral, a proteína SNX8 é integrada por uma única cadeia peptídica que possui 465 aminoácidos com massa molecular de 52,569 Da.

#### Terminus N contendo domínio PX
SNX8 contém um domínio PX em seu N-terminal, que está localizado entre os aminoácidos 71 e 181. Um domínio de homologia com o domínio PX de levedura fica localizado entre os aminoácidos 75 e 178 dentro deste domínio. Por se tratar de um domínio de ligação a fosfoinositídeo, é importante destacar os aminoácidos 109, 135 e 148 como resíduos diretamente relacionados ao fosfatidilinositol 3 por serem sítios de ligação específicos, constituindo um sítio de ligação de fosfoinositídeo com um intervalo de 40 aminoácidos. Além disso, inclui um par de tirosinas fosforiláveis nas posições 95 e 126 que são fundamentais em sua função na via de sinalização não canônica mediada por IKKβ acionada por IFNγ. Em geral, a função principal do domínio PX é direcionar SNX8 principalmente para endossomos iniciais e outras membranas ricas em fosfatidilinositol 3-fosfolipídios.

#### Terminus C contendo domínio BAR
SNX contém um domínio BAR em seu terminal C, que está localizado entre os aminoácidos 256 e 440. Sua capacidade de formar revestimentos em membranas a fim de induzir sua curvatura é fundamental para a participação do SNX8 na formação de estruturas tubulares. Além disso, o terminal C SNX8 contém uma treonina na posição 452 e uma serina na posição 456 que pode passar por alterações pós-traducionais que induzem sua fosforilação, resultando em uma fosfotreonina e uma fosfoserina. Portanto, são classificados como sítios de fosforilação.

#### Ortólogo MVP1
SNX8 contém uma proteína ortóloga de levedura, a MVP1 codificada pelo também homólogo gene Mvp1p, que também realiza um papel mediador do transporte de carga para os compartimentos vacuolar e lisossomal. Por esta causa, sua investigação pode levar a um melhor entendimento das funções SNX8 em células humanas.

## Funções biológicas e seus mecanismos moleculares
SNX8 é considerada uma proteína adaptadora envolvida na via de transporte do endossomo para Golgi, participando da endocitose e da classificação e sinalização endossômica. Ele regula negativamente o transporte retrógrado de proteínas intracelulares do compartimento do endossomo inicial para a rede trans-Golgi de uma maneira mediada por retrômero. SNX8 é, portanto, localizado em endossomos preliminares, como sua co-localização com componentes do retrômero como SNX1, SNX2, Vps26 e Vps35 foi demonstrada por alguns estudos (e também com EEA1). Além disso, a dinâmica das estruturas endossômicas com domínios de membrana enriquecidos com SNX8 são reguladas pelas proteínas motoras opostas dineína-1 contendo LIC1 e cinesina-1, ambas as quais permitem o movimento de carga mediado por SNX8 através do citosol, exercendo forças sobre essas estruturas. As funções biológicas de SNX8 que os estudos foram aprofundados, todas as quais envolvem seu papel no transporte endossômico intracelular, são explicadas em mais detalhes nas seções seguintes.

### Resposta imune inata

#### Resposta desencadeada por vírus de RNA citosólico
SNX8 é um componente muito importante na indução da transcrição do gene antiviral efetor downstream em resposta a vírus de RNA, uma vez que é necessário para a ativação mediada por RLR do promotor IFNβ que leva à defesa do hospedeiro de uma maneira dependente da dose. Regula positivamente a agregação e ativação de VISA, uma proteína adaptadora chave envolvida na resposta imune inata contra este tipo de infecções; este processo é crítico no recrutamento de outros componentes de sinalização. Embora a localização padrão do SNX8 inclua o citoplasma e outros compartimentos, como o ER, o compartimento intermediário ER-Golgi, o aparelho de Golgi ou endossomos, está parcialmente localizado na mitocôndria. Além disso, as infecções virais de RNA causam a translocação de SNX8 do citosol para a mitocôndria. Durante o estágio inicial da infecção, a associação do SNX8 com o VISA aumenta acima dos níveis constitutivos (a degradação do VISA em estágios posteriores resulta em uma redução desse fenômeno). Estruturalmente, o domínio transmembranar do terminal C de VISA e tanto o domínio PX do terminal N como o terminal C de SNX8 são necessários para esta ligação. A formação do complexo SNX8-VISA potencializa a polimerização e agregação semelhante ao prião VISA. Após a ativação do VISA, sua acumulação permite o recrutamento de componentes de sinalização que desempenham um papel na ativação da resposta antiviral mediada por RLR, como os intermediários desta via TBK1, IRF3, IκBα ou ISRE. A ativação cooperativa de IRF3 com fator de transcrição NF-κB por meio de fosforilação leva à indução da transcrição do promotor IFNβ. Exemplos de genes cuja expressão desencadeada pelo vírus de RNA é estimulada por SNX8 são IFNB1, ISG56 e IL6 (sendo IL6 e IFNB1 relacionados à secreção de citocinas).
Além disso, SNX8 também desempenha um papel em RIG-I contendo ativação mediada por domínio CARD e mediada por MDA5 do promotor IFNβ, uma vez que VISA funciona como um intermediário para ambas as vias de sinalização. O mecanismo de recrutamento de SNX8 para VISA permanece obscuro, embora duas opções tenham sido sugeridas: a translocação de RIG-I ou MDA5 ligado a RNA viral para VISA pode resultar em uma mudança conformacional que aumentaria sua afinidade para SNX8 ou o vírus de RNA pode induzir pós -modificações translacionais de uma dessas proteínas permitindo a translocação de SNX8 para mitocôndrias para sua interação com VISA.

#### Resposta desencadeada por vírus de DNA citosólico
SNX8 é um componente-chave na indução da transcrição do gene antiviral efetor downstream em resposta aos vírus de DNA, pois é necessário para a ativação mediada por MITA do promotor IFNβ de uma maneira dependente da dose. Ele regula a ativação de MITA, uma proteína adaptadora central na resposta imune inata a infecções virais de DNA que ativa e inicia a resposta antiviral, permitindo sua associação com a maquinaria translocon contendo fosfatilinositol 3 quinase VPS34 classe III para formar o MITA - Vps34 complexo de translocação; esta ligação é crucial para o transporte de MITA do ER para estruturas pontuadas microssômicas perinucleares, que são induzidas por infecção de vírus como o HSV-1, via tráfego intracelular mediado por Golgi. Esta via de transporte do MITA é vital para o início da resposta imunológica. SNX8 é sugerido para desempenhar um papel na ativação de MITA através desta via de transporte, modulando sua fosforilação na serina na posição 366 e recrutando o fator de transcrição IRF3 cuja ativação é importante na ativação da transcrição do promotor IFNβ. Esta hipótese é apoiada pelo fato de que MITA, SNX8 e VPS34 colocalizam no citoplasma, e que a localização de SNX8 no ER, compartimento intermediário ER-Golgi, Golgi e endossomos é semelhante à de MITA. Exemplos de genes cuja expressão desencadeada por vírus de DNA é estimulada por SNX8 são IFNB1, ISG56, CXCL10 e IL6 (sendo IFNB1 e IL6 relacionados à secreção de citocinas).

#### Via de sinalização não canônica mediada por IKKβ desencadeada por IFNγ
SNX8 é um componente de uma via de sinalização não canônica mediada por IKKβ desencadeada pelo interferon gama, que ocorre paralelamente à via mediada por JAK-STAT1 induzida por IFNγ mais conhecida. No geral, ele participa de uma série de reações químicas e interações moleculares que levam à promoção seletiva de um subconjunto específico de transcrição de genes efetores a jusante que codificam GTPases induzidas por IFNγ da família GBP, que participam da defesa do hospedeiro contra patógenos intracelulares e secreção proteínas da família das quimiocinas como CXCL9, CXCL10 e CXCL11 que apresentam atividade antimicrobiana direta. Além disso, SNX8 aumenta a ativação induzida por IFNγ do promotor IRF1 de uma maneira dependente da dose.
Especificamente, as etapas dessa via que são reguladas pelo SNX8 são as seguintes:. A recepção de IFNγ ativa a Janus quinase 1, resultando na estimulação de sua associação com Sxn8 acima dos níveis constitutivos padrão. A ligação entre estas duas proteínas dentro do JAK1 complexo -SNX8 permite JAK1 para catalisar de SNX8 tirosinas fosforilação nas posições 95 e 126. Esta fosforilação ativa o JAK1 -SNX, e o SNX8 atua como um adaptador ou proteína de suporte, permitindo o recrutamento do inibidor da subunidade beta do fator nuclear kappa-B quinase (IKKβ) para JAK1 no complexo JAK1 -SNX8- IKKβ. Esta ligação é essencial para a ativação de IKKβ por meio de autofosforilação na serina na posição 177 (como SNX8 não tem atividade enzimática) e posterior dimerização e oligomerização.

### Regulação do colesterol
A proteína SNX8 regula os níveis de colesterol como um ativador das SREBPs (Sterol Regulatory Element Binding Proteins), que é uma família de fatores de transcrição que controlam a expressão de enzimas necessárias para a síntese e captação de ácidos graxos, colesterol endógeno, triacilglicerídeos e fosfolipídios; isso resulta em uma regulação geral da homeostase lipídica intracelular. Embora seu mecanismo de ação preciso permaneça desconhecido, os dados sugerem que SNX8 produz mudanças na distribuição de colesterol por meio da regulação da atividade transcricional de SREBP modulando eventos de tráfego intracelular em vez de interagir com proteínas da via SREBP como INSIG ou proteína ativadora de clivagem SREBP (SCAP) Por exemplo, não está claro se SNX8 tem uma participação direta no transporte de componentes da via SREBP ou se regula a compartimentação endossômica e lisossomal por meio da produção de cargas de colesterol. Esta última possibilidade é apoiada pelo fato de que a habilidade de alterar a curvatura da membrana é compartilhada por algumas proteínas da família SNXs.
Foi observado que a variação nos níveis de colesterol altera a transcrição de SNX8: permanece inalterado em condições de moderadas altas concentrações de colesterol, e experimenta uma diminuição em condições de níveis restritos de colesterol devido à ação da estatina redutora de colesterol derivada de fungo mevinolina e a droga U18666a que promove o agrupamento do colesterol citosólico nos compartimentos endossômico e lisossomal, agindo como um inibidor do transporte de colesterol intracelular. Por outro lado, a superexpressão de SNX8 induz o agrupamento intracelular de colesterol sob condições de altos níveis de colesterol celular e agrava a distribuição anormal de colesterol. Em relação à via SREBP, SNX8 não é capaz de reduzir com sucesso o impacto inibitório do colesterol na transcrição mediada por SREBP, mas tem um importante efeito que neutraliza o bloqueio dessa via desencadeada pelo gene INSIG induzido pela insulina.

### Tráfego intracelular de APP não amiloidogênico
A proteína precursora amilóide (APP) é constantemente transferida do RE após sua síntese para a membrana plasmática através da rede trans-Golgi; durante este tráfego, o fragmento solúvel neuroprotetor sAPPα é elaborado como um produto da clivagem de APP por α-secretases. Ultimamente, a APP que atinge a membrana sem ser cortada consegue ser internalizada em endossomos, a fim de ser processada proteoliticamente por meio de duas vias paralelas: uma via amiloidogênica via endossomos tardios acidificados e uma via retrógrada não amiloidogênica ou antimiloidogênica via aparelho de Golgi. A via amiloidogênica leva ao processamento de APP por γ-secretetases e β-secretetases, como BACE1, resultando na produção do peptídeo beta amilóide neurotóxico (Aβ) que se acumula em locais extracelulares formando placas senis.
SNX8 faz o transporte não amiloidogênico do aparelho de Golgi para outras localizações celulares, levando a um aumento dos níveis de APP, uma distribuição estimulada por toda a face externa da membrana celular, uma secreção aumentada de sAPPα e uma produção reduzida de Aβ (especificamente, produção de Aβ40 e Aβ42). Além disso, o SNX8 melhora a estabilidade da APP, responsável por uma vida útil mais longa, sem modificar sua transcrição de mRNA. Esta hipótese é apoiada pelo fato de que SNX8 principalmente colocaliza com Rab5 em endossomos iniciais e parcialmente com Rab4 em endossomos de reciclagem, com Rab7 em endossomos tardios e com Giantin em aparelho de Golgi.

### Construção de perfis tubulares
Embora o compartimento endossomal seja composto por estruturas vesiculares e tubulares, foi demonstrado que a classificação envolvendo vias de reciclagem é principalmente mediada por túbulos. Portanto, a construção de estruturas tubulares é essencial para a atividade de SNXs contendo domínios BAR (como SNX1, SNX4 ou SNX8) como proteínas de classificação endossômica mediadas por fosfoinositídeo. Este domínio BAR permite que eles montem de forma dependente da dose um revestimento helicoidal com a capacidade de detectar, promover e estabilizar a curvatura das membranas vesiculares endossômicas em perfis tubulares durante o chamado processo de detecção de incidência, especialmente em regiões enriquecidas fosfoinositizadas onde eles são localizados graças à afinidade do domínio PX para esses fosfolipídios de membrana. Em particular, SNX8 colocaliza com Rab5 em membranas de endossomos iniciais e na rede endossômica tubular (TEN) em torno do vacúolo endossômico, que é um compartimento importante para a classificação bem-sucedida de cargas.
Também vale a pena mencionar o acoplamento existente de formação de estruturas tubulares e os processos de maduração de endossomos iniciais para endossomos tardios, que é principalmente caracterizado por um movimento retrógrado da periferia da célula para uma posição justtanuclear, uma acidificação do lúmen dos endossomos iniciais e uma mudança de Rab5 GTPase para Rab7 GTPase. A construção desses túbulos, que é importante para a classificação endossômica mediada por SNX, experimenta uma importante aceleração durante esse processo de transição; portanto, sugere-se que SNX8 pode estar envolvido no transporte de cargas que requerem ambiente ácido endógeno. Além disso, como SNX8 interage com elementos do retrômero, é importante destacar o papel de ambos os subcomplexos do retrômero na relação coordenada entre a maturação endossômica e a geração de perfis tubulares a partir de estruturas vesiculares.

## Significado médico e clínico

### doença de Alzheimer
As acumulações insolúveis de peptídeo β-amilóide em regiões do cérebro relacionadas à memória e cognição são uma característica definidora da Doença de Alzheimer (DA). O SNX8 tem um papel neuroprotetor relacionado à DA: aumenta a via não amiloidogênica da APP e, por isso, reduz as placas Aβ e os acúmulos de depósitos e suprime o comprometimento cognitivo causado pela DA. Alguns estudos descobriram que os níveis de SNX8 eram drasticamente mais baixos em pacientes com DA. Além disso, foi demonstrado que a superexpressão de SNX8 mediada por vírus adeno-associados (AVV) reduziu os níveis de Aβ e reverteu o comprometimento cognitivo em camundongos com DA. Também é importante mencionar que um par de polimorfismos (rs2286206 e rs10249052) dentro do locus do gene SNX8 humano também foram associados à DA de início tardio.

### Transtornos do neurodesenvolvimento
Vários estudos de caso estudando deleções na região genômica 7p22.3, onde o gene SNX8 está localizado, descobriram que ele contribui para problemas de neurodesenvolvimento com comprometimentos importantes nas áreas motoras, cognitivas e socioemocionais, com malformações no coração e estruturas craniofaciais, com atraso no desenvolvimento, intelectual e de linguagem, com deficiência intelectual leve e com comprometimento cognitivo associado ao autismo em alguns casos. Essa ideia é apoiada pelo fato de que as regiões deletadas sobrepostas dos diferentes pacientes desses estudos cointuravam SNX8, o que sugere que ele é um dos genes responsáveis.

### Atividade antiviral
SNX8 desempenha um papel antiviral contra Listeria monocytogenes através da via de sinalização não canônica mediada por IFNγ- IKKβ; células murinas que expressam SNX8 sob esta infecção mostraram uma maior expressão e secreção de citocinas IFNβ e IL6 no sangue e menor presença de bactérias no fígado e baços, o que resultou em uma redução da letalidade de Listeria monocytogenes, em comparação com células murinas induzidas com SNX8-negativo.
Além disso, SNX8 desempenha um papel antiviral contra vírus de DNA, como HSV-1, através da ativação mediada por MITA do promotor IFNβ; células murinas que expressam SNX8 sob esta infecção mostraram uma maior expressão e secreção de citocinas IFNβ e IL6 no sangue e uma presença diminuída de títulos virais cerebrais, o que resultou em uma redução da letalidade de HSV-1, em comparação com células murinas induzidas por SNX8-negativas.
SNX8 também desempenha um papel antiviral contra vírus de RNA, como SeV (vírus Sendai), através da ativação mediada por VISA do promotor IFNβ; células murinas que expressam SNX8 sob esta infecção mostraram uma maior expressão e secreção de citocinas IFNβ e IL6 no sangue e uma presença reduzida de acumulações virais, o que resultou em uma redução da letalidade de SeV, em comparação com células murinas induzidas por SNX8 negativas.

### Malformações cardíacas
Sugere-se que SNX8 participe do desenvolvimento do tecido cardíaco embrionário, uma vez que o gene é expresso com células dentro da área do coração. Essa hipótese é corroborada pelo fato de a atividade SNX8 ter sido associada à sortin nexina L, proteína da mesma família codificada pelo gene SNX21, que desempenha um papel no desenvolvimento do fígado embrionário. Deleções do cromossomo 7p22 que induzem a happloinsuficiência de SNX8 entre outros genes (FTSJ2, NUDTI e MAD1L1) parecem causar craniossinostose, características dismórficas e malformações cardíacas envolvendo a tetralogia de Fallot, um dos defeitos cardíacos congênitos cianóticos mais comuns. No entanto, as evidências demonstram a existência de pacientes com deleção SNX8 cujo desenvolvimento do tecido cardíaco não sofre qualquer alteração. Finalmente, embora a malformação cardíaca requeira haploinsuficiência de SNX8, sua deleção não é suficiente para causar essas malformações por si só.

#### Relação entre malformações cardíacas e regulação do colesterol

Este gráfico de barra mostra a proporção de amostras de tumor de 15 tipos de câncer que possuem qualquer tipo de mutação (ões) alterada (s) na proteína dada.

A função do SNX8 na regulação dos níveis de colesterol é marcadamente relevante, uma vez que a interrupção do metabolismo e do tráfico do colesterol intracelular é a principal causa de inúmeros distúrbios humanos. Por exemplo, alguns estudos sugerem que as deleções de SNX8 podem produzir malformações cardíacas, uma vez que seu papel na regulação dos níveis normais de colesterol seria extremamente prejudicada.

### Dor neuropática
Os SNPs (polimorfismos de nucleotídeo único) no gene SNX8 estão relacionados à neuropatia devido ao sua função na classificação do conteúdo endossômico. A dor neuropática é uma condição de dor crônica debilitante causada por uma lesão ou disfunção do sistema nervoso, que geralmente surge após o tratamento do câncer de cabeça e pescoço. Esta hipótese é apoiada pelo fato de que a atividade de outros SNXs também foi identificada com outras condições de dor.

### Câncer
Algumas mutações do SNX8 têm sido relacionadas ultimamente a certos tipos de câncer, especialmente câncer de estômago e endometrial. O gráfico de barras à direita mostra a proporção de amostras de tumor de 15 tipos de câncer que apresentam qualquer tipo de mutação alterada na proteína fornecida. Além disso, alguns estudos parecem traçar uma relação importante entre os diferentes tipos de câncer e a expressão de SNX8; embora a maioria dos pacientes com câncer colorretal, de estômago ou testículo apresentasse níveis altos de SNX8, quase todos os pacientes com câncer de próstata, endometrial ou carcinoide apresentavam baixa ou qualquer concentração de SNX8. A justificativa por trás desse fenótipo diferencial da síntese SNX8 permanece oculta.